# Turdus serranus
Turdus serranus là một loài chim trong họ Turdidae.